# Б-2 (телевизор)
B-2 е първият съветски сериен телевизор. Разработен от инженер А. Я. Брейтбарт в началото на 30-те години на XX век. 
Приемал предавания по германския стандарт за механична развивка, 30 реда при честота на кадрите 12,5 кадъра в секунда. Стандартът е приет в СССР през 1931 г.

## Конструкция
Изображението се генерира с диск на Нипков и е с размери 16×12 mm от 30 реда (при около 300 реда в телевизор с вакуумна тръба). Лупа, вградена в корпуса, увеличава видимия размер на екрана до около 3 – 4 сантиметра. На практика само един човек може да види изображението. Електродвигателят на диска се захранва от генератор за променлив ток на една електронна лампа, CO-118, синхронизиран от синхронизиращи импулси, съдържащи се сигнала. Телевизорът се свързвал в анодната верига на изходната лампа на конвенционален радио приемник. Звукът се предава на различна честота и трябва да бъде приет с втори приемник с високоговорител. Размерите на телевизора са 230×216×160 mm, диаметърът на диска на Нипков е 190 mm. Дискът е изработен от черна хартия и е максимално олекотен, за да може да се използва двигател с ниска мощност и да се улесни синхронизацията. Захранване – от мрежа на 120 V. Телевизорът е в дървена кутия и има три копчета за управление: регулатор на скоростта на двигателя, настройка на честотата на синхронизиращите импулси и тяхната амплитуда. Предимствата на дизайна включват простота, малки размери и наличие на автоматична синхронизация; недостатъците са малкият размер на видимото изображение и неговата недостатъчна яснота поради твърде големи дупки в диска, както и неуспехи в синхронизацията с рязка промяна в естеството на изображението.